# 峯岡山分屯基地
座標: 北緯35度06分53秒 東経139度59分12秒 / 北緯35.11472度 東経139.98667度
峯岡山分屯基地（みねおかやまぶんとんきち、JASDF Mineokayama Sub Base）とは、千葉県最高峰である愛宕山 (南房総市)山頂付近に設置されている首都圏唯一のレーダーサイト。航空自衛隊で第44警戒隊が配置されている入間基地に所属し、分屯基地司令は第44警戒隊長が兼務する。

## 配置部隊

### 中部航空方面隊隷下
- （中部航空警戒管制団）
  - 第44警戒隊
- （中部高射群）
  - （指揮所運用隊）峯岡山派遣班

## 沿革
- 1953年6月 在日米軍が着工[2]。
- 1955年3月 空自の第9031部隊が移駐[2]。
- 1960年7月 アメリカ空軍から自衛隊へ移管[2]。